# Storia di un matrimonio
Storia di un matrimonio (Marriage Story) è un film drammatico del 2019 scritto e diretto da Noah Baumbach, interpretato da Adam Driver e Scarlett Johansson.

## Trama
Charlie è un famoso regista teatrale sposato con l’attrice Nicole, da cui ha un figlio piccolo. La coppia sta attraversando problemi matrimoniali e perciò i due seguono una terapia di coppia. Il terapista che li segue suggerisce loro di scrivere su un foglio tutte le cose che all’uno piacciono dell’altro, ma Nicole si rifiuta di leggerle. Quando alla donna viene offerto un ruolo nell'episodio pilota di una nuova serie televisiva a Los Angeles, decide di lasciare la compagnia teatrale e di andare temporaneamente a vivere con la madre insieme al figlio.
Charlie decide di rimanere a New York, in quanto il suo spettacolo sta per essere rappresentato a Broadway. Quando arriva a Los Angeles per visitare Nicole e il figlio, gli vengono consegnati i documenti per il divorzio. Nonostante la coppia avesse deciso di non consultare avvocati, Nicole assume Nora Fanshaw, che consiglia di trovare un avvocato anche al marito. Charlie si incontra dapprima con Jay Marotta, che gli suggerisce di usare un atteggiamento più dinamico, ma alla fine opta per Bert Spitz, che favorisce invece un approccio più civile.
Su consiglio di Bert, Charlie affitta un appartamento a Los Angeles per stare più vicino alla famiglia e partecipare alla battaglia legale sulla custodia del figlio. Charlie vorrebbe evitare il tribunale, quindi Bert organizza un incontro con Nicole e Nora. Quest’ultima pone l'attenzione sul fatto che Charlie abbia rifiutato la volontà della moglie di trasferirsi a Los Angeles e su come Henry preferisca stare con la madre. Durante un incontro privato, Bert consiglia al suo cliente di lasciare definitivamente la sua abitazione newyorkese ma lui, frustrato, si rifiuta e lo licenzia.
Charlie vince un MacArthur Fellowship e usa i primi soldi che riceve per pagare l’avvocato Jay. Il caso si sposta in tribunale, dove Nora e Jay discutono animatamente a nome dei loro clienti e tentano più volte di mettere l’altro in una cattiva luce. Nora evidenzia l’infedeltà di Charlie e la sua distanza a livello emotivo, mentre Jay ingrandisce l‘abitudine di bere di Nicole, dipingendola come alcolista. Intanto, Charlie e Nicole rimangono amichevoli fuori dal tribunale, ma Henry diventa sempre più infastidito dal suo continuo spostarsi.
La coppia decide di incontrarsi privatamente, senza gli avvocati, e, durante l'accesa discussione che nasce tra i due, Nicole rinfaccia a Charlie il tradimento di lui di cui aveva trovato prova nello scambio di email con l'assistente di scena. La discussione trascende e i due si feriscono verbalmente per poi dispiacersene e abbracciarsi. Piu avanti nel tempo lui va a casa della famiglia di lei per Halloween, c'è distensione e rassegnazione. Il figlio esercita la lettura col papà su un foglio trovato in camera della mamma: è la lettera che apre il film con l'elenco di ciò che lei amava in lui e che lui non aveva mai letto. L'uomo si emoziona, mentre Nicole li guarda da lontano. Quella sera la donna gli propone di far dormire Henry da lui anche se non è il suo turno. Mentre Charlie porta un addormentato Henry in macchina, Nicole corre verso di lui, gli lega i lacci della scarpa e lo saluta.

## Produzione

### Cast
Nel novembre del 2017 è stato annunciato che Adam Driver, Scarlett Johansson, Laura Dern, Merritt Wever e Azhy Robertson erano entrati a far parte del cast di un film scritto e diretto da Noah Baumbach, prodotto dalla Heyday Films di David Heyman e co-finanziato da Netflix, che ne avrebbe anche curato la distribuzione. Nel marzo del 2018, Kyle Bornheimer si è aggiunto al cast, seguito da Ray Liotta nel giugno dello stesso anno e da Julie Hagerty nel mese di novembre.

### Riprese
Le riprese del film, che ha richiesto un budget di circa 18 milioni di dollari, sono cominciate il 15 gennaio 2018 e sono terminate ad aprile, tenendosi a New York e Los Angeles.

## Promozione
Il primo trailer della pellicola è stato pubblicato online il 20 agosto 2019.

## Distribuzione
Il film è stato presentato in anteprima il 29 agosto 2019 in concorso alla 76ª Mostra internazionale d'arte cinematografica di Venezia.
L'anteprima statunitense si è tenuta il 4 ottobre 2019 al New York Film Festival. Il film ha avuto una distribuzione limitata nelle sale cinematografiche statunitensi da parte di Netflix a partire dal 6 novembre dello stesso anno, venendo poi pubblicato sulla propria piattaforma di streaming a partire dal 6 dicembre seguente. In Italia, il film è stato distribuito in sala dalla Cineteca di Bologna a partire dal 18 novembre 2019, venendo poi pubblicato su Netflix in contemporanea col resto del mondo.

### Edizioni home video
Nel gennaio 2020 è stato annunciato che il film avrebbe ricevuto una distribuzione in DVD e Blu-ray da The Criterion Collection.

### Edizione italiana
Il doppiaggio italiano e la sonorizzazione del film sono stati eseguiti dalla Dubbing Brothers Int. Italia. La direzione del doppiaggio e l'adattamento dei dialoghi sono curati da Stefanella Marrama.

## Accoglienza

### Critica
Storia di un matrimonio è stato acclamato all'unanimità da parte della critica cinematografica.
Sull’aggregatore di recensioni Rotten Tomatoes, il film ha una percentuale di gradimento del 95% basata su 243 recensioni da parte della critica, con un voto medio di 9/10, mentre su Metacritic ha un punteggio medio i 94 su 100, basato su 49 recensioni, indicando "riconoscimento universale".

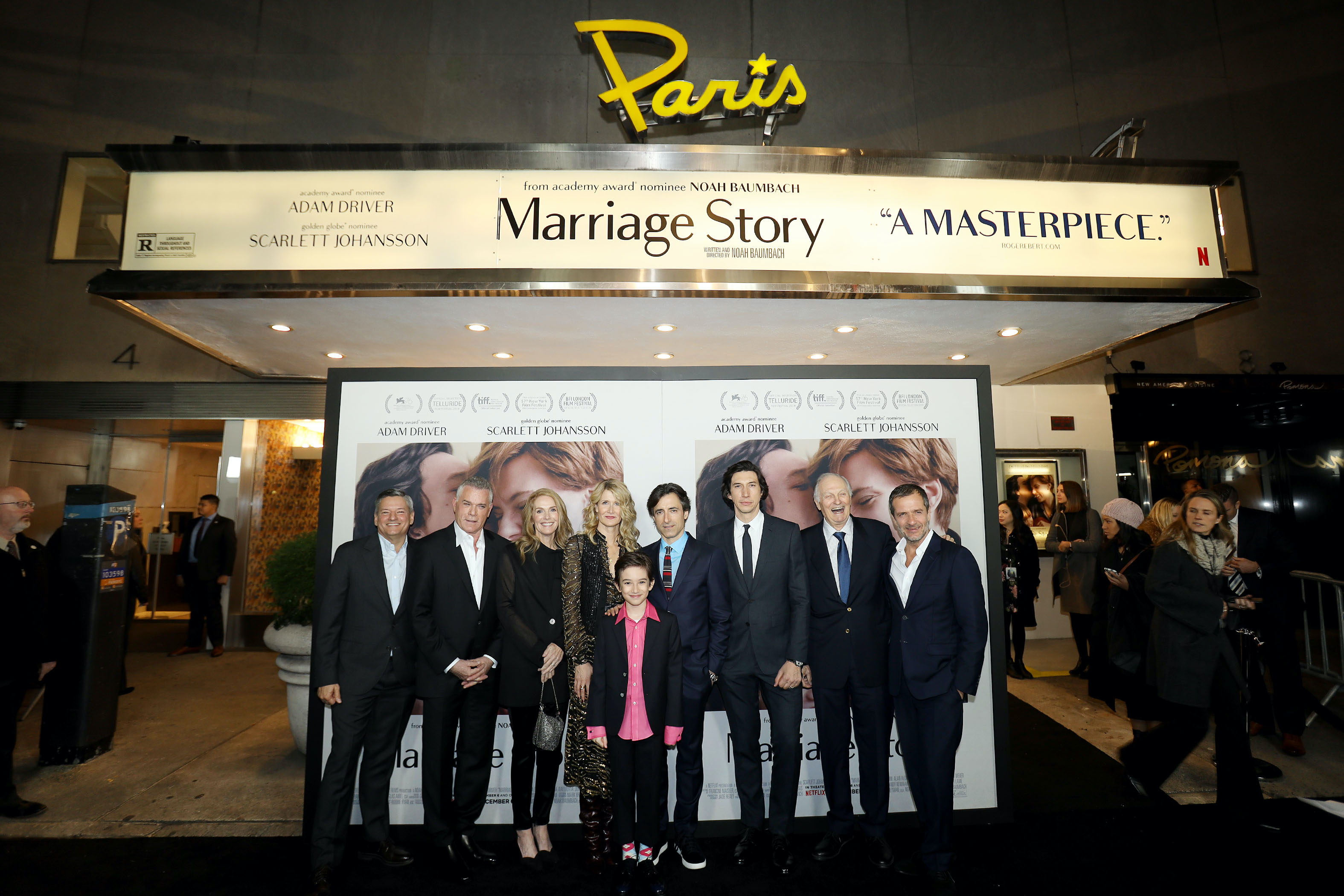
Il cast del film al completo alla premiere a Parigi il 10 novembre 2019

Owen Gleiberman, scrivendo per Variety, l'ha definito «divertente, scottante e commovente allo stesso tempo» e ha lodato l'attualità dei temi trattati. Alonso Duralde di The Wrap ha elogiato la recitazione degli attori, definendolo un film «memorabile». Peter Travers di Rolling Stone lo ha definito il «Kramer contro Kramer del 21º secolo».
Stephanie Zacharek, critica per il Time, ha inserito Marriage Story nella sua lista dei "10 migliori film dell'anno", e l'interpretazione di Driver al terzo posto nella classifica delle "migliori prove attoriali del 2019".

## Riconoscimenti
- 2020 - Premi Oscar[28][29]
  - Migliore attrice non protagonista a Laura Dern
  - Candidatura per il miglior film
  - Candidatura per il miglior attore protagonista ad Adam Driver
  - Candidatura per la migliore attrice protagonista a Scarlett Johansson
  - Candidatura per la migliore sceneggiatura originale a Noah Baumbach
  - Candidatura per la migliore colonna sonora a Randy Newman
- 2020 - Golden Globe[30][31]
  - Miglior attrice non protagonista in un film a Laura Dern
  - Candidatura per il miglior film drammatico
  - Candidatura per la miglior attrice in un film drammatico a Scarlett Johansson
  - Candidatura per il miglior attore in un film drammatico ad Adam Driver
  - Candidatura per la miglior sceneggiatura in un film a Noah Baumbach
  - Candidatura per la miglior colonna sonora originale in un film a Randy Newman
- 2020 - Premi BAFTA[32]
  - Migliore attrice non protagonista a Laura Dern
  - Candidatura per il miglior attore protagonista ad Adam Driver
  - Candidatura per la migliore attrice protagonista a Scarlett Johansson
  - Candidatura per la migliore sceneggiatura originale a Noah Baumbach
  - Candidatura per il miglior casting a Douglas Aibel e Francine Maisler
- 2019 - Mostra internazionale d'arte cinematografica
  - In competizione per il Leone d'oro al miglior film
- 2019 - Boston Society of Film Critics Awards
  - Migliore attrice non protagonista a Laura Dern
- 2019 - British Independent Film Awards[33]
  - Candidatura per il miglior film indipendente internazionale
- 2019 - Chicago Film Critics Association Awards[34][35]
  - Miglior attore a Adam Driver
  - Candidatura per il miglior film
  - Candidatura per il miglior regista a Noah Baumbach
  - Candidatura per la miglior attrice a Scarlett Johansson
  - Candidatura per la miglior attrice non protagonista a Laura Dern
  - Candidatura per la miglior colonna sonora originale a Randy Newman
  - Candidatura per la miglior sceneggiatura originale a Noah Baumbach
- 2019 - Gotham Independent Film Awards[36]
  - Miglior film
  - Miglior attore ad Adam Driver
  - Miglior sceneggiatura a Noah Baumbach
  - Premio del pubblico
- 2019 - Hollywood Film Awards[37]
  - Migliore attrice non protagonista a Laura Dern
  - Miglior compositore a Randy Newman

- 2019 - Los Angeles Film Critics Association Awards[38]
  - Miglior sceneggiatura a Noah Baumbach
- 2019 - National Board of Review Awards[39]
  - Migliori dieci film dell'anno
- 2019 - New York Film Critics Circle Awards[40]
  - Miglior attrice non protagonista a Laura Dern
- 2019 - San Diego Film Critics Society Awards[41][42]
  - Miglior attore a Adam Driver (ex aequo con Joaquin Phoenix)
  - Miglior sceneggiatura originale a Noah Baumbach
  - Candidatura per il miglior film
  - Candidatura per il miglior regista a Noah Baumbach
  - Candidatura per la miglior attrice a Scarlett Johansson
  - Candidatura per la miglior attrice non protagonista a Laura Dern
  - Candidatura per il miglior cast
  - Candidatura per il miglior montaggio a Jennifer Lame
- 2019 - Satellite Award[43][44]
  - Miglior attrice in un film drammatico a Scarlett Johansson
  - Migliore sceneggiatura originale a Noah Baumbach
  - Candidatura per il miglior film drammatico
  - Candidatura per il miglior regista a Noah Baumbach
  - Candidatura per il miglior attore in un film drammatico ad Adam Driver
  - Candidatura per la miglior attrice non protagonista a Laura Dern
  - Candidatura per la migliore colonna sonora originale a Randy Newman
  - Candidatura per il miglior montaggio a Jennifer Lame
- 2019 - Toronto International Film Festival[45]
  - Premio del pubblico (2º posto)
- 2020 - Independent Spirit Awards[46][47]
  - Miglior sceneggiatura a Noah Baumbach
  - Premio Robert Altman
  - Candidatura per il miglior film
- 2020 - Critics' Choice Awards[48][49]
  - Miglior attrice non protagonista a Laura Dern
  - Candidatura per il miglior film
  - Candidatura per il miglior attore ad Adam Driver
  - Candidatura per la miglior attrice a Scarlett Johansson
  - Candidatura per il miglior cast corale
  - Candidatura per il miglior regista a Noah Baumbach
  - Candidatura per la miglior sceneggiatura originale a Noah Baumbach
  - Candidatura per la miglior colonna sonora a Randy Newman
- 2020 - Screen Actors Guild Award[50]
  - Miglior attrice non protagonista cinematografica a Laura Dern
  - Candidatura per il miglior attore cinematografico a Adam Driver
  - Candidatura per la miglior attrice cinematografica a Scarlett Johansson